# Ben Bussey
Ben J. Bussey (Cornualles, 1969) es un científico planetario británico, coautor del The Clementine Atlas of the Moon. Intervino en la misión NEAR, que consiguió posar con éxito por primera vez una sonda espacial sobre un asteroide, el (433) Eros, en 2001.

## Semblanza
Obtuvo su doctorado en geología planetaria en el University College de Londres, Inglaterra. En 2001, durante su trabajo postdoctoral en la Universidad de Hawái, se unió al ANSMET (Antarctic Search for METeorites; en español Búsqueda Antártica de Meteoritos) expedición organizada para recuperar meteoritos de los glaciares antárticos. Trabajó en el Instituto Lunar y Planetario en Houston y en la Agencia Espacial Europea, antes de comenzar su labor en el Laboratorio de Física Aplicada de la Universidad Johns Hopkins, donde es uno de los científicos expertos de la institución.
Bussey está especializado en el reconocimiento remoto de la superficie de los planetas. Participó en la misión Asteroid Rendezvous-Shoemaker (NEAR) como investigador en la Universidad Northwestern, siendo el coautor con Paul Spudis de un atlas de la Luna basado en los datos e imágenes de la misión Clementine. Tiene un interés particular en los polos lunares, utilizando las imágenes de la misión Clementine para localizar cráteres donde se hayan podido quedar atrapados depósitos de hidrógeno helados; y cartografió el "Pico de la luz eterna".
Está casado con la doctora Cari Corrigan, conservadora de la colección de meteoritos del Instituto Smithsoniano.

## Publicaciones
- The Clementine Atlas of the Moon, Ben Bussey and Paul D. Spudis, 2004, ISBN 0-521-81528-2.
- Small Spacecraft Exploration of the Moon, Ben Bussey and Paul D. Spudis, 2003, International Academy of Astronautics.